# .mil
.mil (military) est un domaine de premier niveau commandité d'Internet. Il est utilisé par le département de la Défense des États-Unis. Ce fut l'un des premiers domaines de premier niveau créés en janvier 1985.
Les États-Unis d'Amérique sont le seul pays à posséder un domaine de premier niveau pour leur armée. Les autres pays utilisent généralement un domaine de second niveau, comme .mod.uk pour le ministère de la défense du Royaume-Uni.
Bien que l'armée américaine possède son propre domaine de premier niveau, elle utilise des domaines en .com pour son recrutement (goarmy.com) et en .edu pour son service d'éducation.
Le département de la Défense a récemment utilisé le .mil pour faire des jeux de mots comme « americasupportsyou.mil »(Archive.org • Wikiwix • Archive.is • Google • Que faire ?), qu'on pourrait traduire par « l'Amérique encourage son armée ».

## Statistiques d'usage
En janvier 2025, environ 500 domaines utilisent l'extension .mil.